# PPD-40
PPD (Tiếng Nga:Пистолет-пулемёт Дегтярёва, Pistolet-Pulemyot Degtyaryova) là loại súng tiểu liên do Vasily Degtyaryov tiến hành phát triển từ năm 1934 đến năm 1938. Loại súng này được thông qua để chế tạo và đưa vào sử dụng trong lực lượng Hồng quân của Liên Xô với các biến thể cải tiến khác nhau.

## Lịch sử
Mẫu nguyên bản là PPD-34 có cấu tạo và cơ chế hoạt động giống như khẩu MP-18. Loại súng này sử dụng loại đạn mới nghiên cứu là 7.62×25mm Tokarev.
PPD được chính thức đưa vào sử dụng một cách giới hạn mẫu PPD-34 trong Hồng quân từ năm 1935. Một số lượng nhỏ được đưa vào sử dụng chủ yếu cho một lực lượng tiền thân của KGB và Bộ nội vụ Nga mà chủ yếu là cho lực lượng biên phòng. Năm 1938 mẫu cải tiến PPD-34/38 được đưa vào sử dụng, nó có thể sử dụng hộp đạn tròn 71 viên. Đến năm 1940 thì mẫu PPD-40 được đưa vào sử dụng sau khi xem xét các ý kiến của những người lính chiến đấu trong Cuộc chiến mùa Đông. Khi chiến tranh thế giới thứ hai bùng nổ thì PPD-40 bộc lộ nhược điểm là nó khá rắc rối để chế tạo hàng loạt phục vụ cho chiến tranh nên đã bị thay bằng PPSh-41 rẻ và dễ chế tạo hơn.
Các khẩu PPD là quân đội Phần Lan thu được sau hai cuộc chiến một phần đã được giao cho lực lượng bảo vệ bờ biển và lực lượng lính canh còn lại cất vào kho cho đến năm 1960.